# 三讀五對
三讀五對是藥師及護理師在發放藥物給病患，或是為住院病人給藥時，為避免給藥錯誤，因此建議執行的程序，屬於一種減少人为错误的人工作業方式，可以避免因發放藥物錯誤而造成的醫療疏失，但無法避免醫師處方錯誤造成的問題。

## 程序
三讀五對中的「三讀」是指在以下情形，都要讀出藥品完整名稱，以免給藥失誤：
1. 拿藥時：由藥車（櫃）取藥袋（瓶）時。
2. 給藥時：由藥袋（瓶）取出藥物時（護理師）。將藥品放入藥袋時（藥師）。
3. 歸藥時：將藥袋（瓶）歸位時。

「五對」是指藥要給病人（或施打藥物時）時，需確認以下項目：
1. 病人資料（病人對）。
2. 藥物內容（藥物對）。
3. 服藥時間（時間對）。
4. 藥物劑量（劑量對）。
5. 給藥途徑（途徑對）。

因為有些藥物功能不同，但英文名稱相近（如安胎藥ANPO及墮胎藥APANO）或是部份字母相近（如对乙酰氨基酚acetaminophen及乙酰唑胺acetazolamide），若有失誤，就會有給藥或是調劑錯誤的情形，甚至會對病人產生嚴重的傷害，因此三讀五對是一種避免給藥錯誤的方式。
不過三讀五對為人工作業，也和護理人力是否充裕有關，以台灣為例，一個護理師照顧的病患人數（護病比），是國際標準三倍以上，有報導認為此一情形下很難落實三讀五對。杜奕鋒提出人工三讀五對的方式需搭配合理的護理人員-病人比例（護病比），若配合資訊化行動護理車及條碼給藥系統，可以協助給藥上的記錄及核對。

## 衍生詞語
在中國大陸也有類似的詞語「三讀七對」，和三讀五對相比，增加了比對住院編號及藥品濃度。
台灣也有一些醫院是用「三讀八對」，和三讀五對相比，增加了比對藥品有效期限，確認給藥時機及給藥情境。

## 其他國家
其他國家也有部份對應的詞語，如美國有給藥時的5 rights，指醫療人員有責任在正確時間（right time）將正確劑量（right dose）、正確給藥途徑（right route）的正確藥物（right drug）給正確的病人（right patient），對應三讀五對中的「五對」。也有其他人延伸提出6 rights、7 rights及9 rights。

## 外部連結
- The 5 Rights of Medication Administration（英文）